# 深浦里駅
深浦里駅（シンポリえき）は朝鮮民主主義人民共和国両江道雲興郡に位置する朝鮮民主主義人民共和国鉄道省白頭山青年線の駅である。